# Lampanah Dayah
Lampanah Dayah is een bestuurslaag in het regentschap Aceh Besar van de provincie Atjeh, Indonesië. Lampanah Dayah telt 89 inwoners (volkstelling 2010).